# Aeugst am Albis
Aeugst am Albis est une commune suisse du canton de Zurich.

## Géographie
Elle se situe à côté du Türlersee.

Photo aérienne prise à 2000 m par Walter Mittelholzer (1925).

La population se concentre dans le village principal Aeugst am Albis. Il subsiste encore quelques hameaux autour de ce même village et qui sont situés sur le territoire de la commune.
Aeugst am Albis est une commune qui s'est très fortement développée durant ces dix dernières années. Cette expansion est surtout due à la proximité de l'agglomération zurichoise.

## Monuments et curiosités
- L'église paroissiale réformée d'Aeugst am Albis est un bâtiment à une nef qui a été bâti en 1667. Son chœur est carré avec une croisée d'ogives ornée d'un écu. L'arc triomphal et l'intrados des fenêtres sont peints. Une rénovation générale de l'ensemble a été entreprise en 1976[3].